# Maria Matray
Maria Matray (nacida Maria Charlotte Stern; 14 de julio de 1907 - 30 de octubre de 1993) fue una guionista y actriz de cine alemana. Se convirtió en una estrella del cine tardío de Weimar.

## Biografía
Tras la toma del poder nazi en 1933, Matray, que era judía, se exilió, inicialmente en Francia y Gran Bretaña antes de trasladarse a los Estados Unidos. Desarrolló una nueva carrera como coreógrafa y escritora. Posteriormente regresó a Alemania después de la Segunda Guerra Mundial, donde murió en 1993. 
Nació en Niederschönhausen. Era hija del ingeniero y más tarde director de AEG Georg Stern y su esposa Lisbeth ( de soltera Schmidt), que era la hermana menor de la artista Käthe Kollwitz. Las hermanas mayores de Matray eran la actriz Johanna Hofer y la bailarina Katta Sterna. El padre de Hofer era judío y su madre era luterana. 

## Filmografía seleccionada

### Actriz
- The Master of Nuremberg (1927)
- Linden Lady on the Rhine (1927)
- Inherited Passions (1929)
- The Son of the White Mountain (1930)
- Never Trust a Woman (1930)
- Retreat on the Rhine (1930)
- Elisabeth of Austria (1931)
- Road to Rio (1931)
- The Ringer (1932)
- Secret Agent (1932)
- Distorting at the Resort (1932)
- A Man with Heart (1933)

### Guionista
- Murder in the Music Hall (dirigida por John English, 1946)
- Invitation Playhouse: Mind Over Murder: The Last Act (dirigida por William Asher, 1952, TV series episode)
- Der König mit dem Regenschirm (dirigida por Ernst Matray, 1954, TV film) — based on an operetta by Ralph Benatzky
- Abschiedsvorstellung (dirigida por Ernst Matray, 1955, TV film)
- My Father, the Actor (dirigida por Robert Siodmak, 1956)
- The Night of the Storm (dirigida por Falk Harnack, 1957) — basada en la novela de Klaus Hellmer
- Und abends in die Scala (dirigida por Erik Ode, 1958)
- Frau im besten Mannesalter (dirigida por Axel von Ambesser, 1959)
- The Night Before the Premiere (dirigida por Georg Jacoby, 1959)
- Die schöne Lügnerin (dirigida por Axel von Ambesser, 1959)
- Waldhausstraße 20 (dirigida por John Olden, 1960, TV film)
- The Happy Years of the Thorwalds (dirigida por Wolfgang Staudte, de, 1962) — basada en Time and the Conways de J. B. Priestley
- Das Kriminalmuseum (1963–1968, TV series, 4 episodes)
- Das Kriminalgericht: Der Fall Krantz (dirigida por Georg Tressler, 1964, TV series episode)
- Der Prozeß Carl von O. (dirigida por John Olden, 1964, TV film) — (docudrama about the Weltbühne-Prozess)
- Die fünfte Kolonne (1964–1965, TV series, 3 episodes)
- Ein langer Tag (dirigida por Lothar Kompatzki, 1964, TV film)
- Der Fall Harry Domela (dirigida por Wolfgang Schleif, 1965, TV film) — (docudrama about Harry Domela)
- Klaus Fuchs – Geschichte eines Atomverrats (dirigida por Ludwig Cremer, 1965, TV film) — (docudrama about Klaus Fuchs)
- Bernhard Lichtenberg (dirigida por Peter Beauvais, 1965, TV film) — (docudrama about Bernhard Lichtenberg)
- Oberst Wennerström (dirigida por Helmut Ashley, 1965, TV film) — (docudrama about Stig Wennerström)
- Der Mann, der sich Abel nannte (dirigida por Ludwig Cremer, 1966, TV film) — (docudrama about Rudolf Abel)
- Standgericht (dirigida por Rolf Busch, 1966, TV film)
- Der schwarze Freitag (dirigida por August Everding, 1966, TV film) — (docudrama about the Wall Street Crash of 1929)
- Der Fall Lothar Malskat (dirigida por Günter Meincke, 1966, TV film) — (docudrama about Lothar Malskat)
- Das Millionending (dirigida por Helmut Ashley, 1966, TV film) — based on a story by de
- Der Panamaskandal (dirigida por Paul Verhoeven, 1967, TV film) — (docudrama about the Panama scandals)
- Affäre Dreyfus (dirigida por Franz Josef Wild, 1968, TV film) — (docudrama about the Dreyfus affair)
- Der Senator (dirigida por Günter Gräwert, 1968, TV film) — (docudrama about Joseph McCarthy)
- Hotel Royal (dirigida por Wolfgang Becker, 1969, TV film)
- Maximilian von Mexiko (dirigida por Günter Gräwert, 1970, TV film) — (docudrama about the Second French intervention in Mexico)
- Millionen nach Maß (dirigida por Erich Neureuther, 1970, TV film)
- Der Hitler/Ludendorff-Prozeß (dirigida por Paul Verhoeven, 1971, TV film) — (docudrama about the trial after the Beer Hall Putsch 1923)
- Manolescu – Die fast wahre Biographie eines Gauners (dirigida por Hans Quest, 1972, TV film) — (docudrama about de)
- Doppelspiel in Paris (dirigida por Wolfgang Glück, 1972, TV film) — (docudrama about Mathilde Carré)
- Sonderdezernat K1 (1972–1975, TV series, 12 episodes)
- Agent aus der Retorte (dirigida por Wolfgang Glück, 1972, TV film) — (docudrama about Operation Mincemeat)
- Eine geschiedene Frau: Reise nach Stockholm (dirigida por Claus Peter Witt, 1974, TV series episode)
- Wie starb Dag Hammerskjöld? (dirigida por Oswald Döpke, 1975, TV film) — (docudrama about the 1961 Ndola United Nations DC-6 crash)
- Als wär's ein Stück von mir (dirigida por August Everding, 1976, TV film) — based on the autobiography of Carl Zuckmayer
- Diener und andere Herren (dirigida por Wolfgang Glück, 1978, anthology film, TV film) — based on short stories by O. Henry, P. G. Wodehouse and W. Somerset Maugham
- The Old Fox: Der schöne Alex (dirigida por Theodor Grädler, 1978, TV series episode)
- Auf Schusters Rappen (dirigida por Manfred Seide, 1981, TV film)
- Sun, Wine and Hard Nuts (1981, TV series, 2 episodes)
- Ein Winter auf Mallorca (dirigida por Imo Moszkowicz, 1982, TV film)
- Crooks in Paradise (dirigida por Thomas Fantl, 1985, TV film)
- Im Schatten von Gestern (dirigida por Thomas Hartwig, 1985, TV film) — screenplay with Nathaniel Gutman
- Wie das Leben so spielt (dirigida por Hermann Leitner, 1986, TV film)
- Jungbrunnen (dirigida por Dušan Rapoš, 1992, TV film)